# Thomas Price (aviron)
Pour les articles homonymes, voir Thomas Price.
Thomas Price, né le 28 mai 1933 à Long Branch (New Jersey), est un rameur d'aviron américain. 

## Carrière
Thomas Price participe aux Jeux olympiques de 1952 à Helsinki et remporte la médaille d'or en deux sans barreur avec Charles Logg.